# Дихлорфенилдиметилмочевина
Дихлорфенилдиметилмочевина — гербицид, подавляющий фотосинтез. Был разработан фирмой Bayer и попал на рынок в 1954 году под торговым названием диурон. Широко используются в ряде научных исследований как модельное соединения при исследовании процесса переноса электронов у фотосинтезирующих организмов.

## Механизм действия
Диурон является очень специфичным и чувствительным ингибитором фотосинтеза. В основном поглощается через корни обработанных сорняков и накапливается в верхних частях растений. Он блокирует связывание внешнего пластохинона с фотосистемой II, останавливая нормальный поток электронов.
Диурон блокирует только поток электронов от фотосистемы II и не оказывает влияния на циклический транспорт электронов вокруг фотосистемы I или темновые реакции в процессе фотосинтеза, такие как фиксации углерода в цикле Кальвина.

## Использование
Использовался для селективной борьбы с сорняками на плантациях сахарного тростника, зерновых культур, при выращивании хлопка и в виноградарстве, для защиты декоративных и фруктовых деревьев. Кроме того, он используется в области защиты материалов в качестве агента для нанесения на древесину и кирпичные кладки. Краски с примесью диурона используют для фасадных покрытий или покраски нижней стороны лодок, что бы предотвратить обрастание водорослями. В США этот гербицид применяют для уничтожения растительности на железных дорогах, парковках и территориях промышленных предприятий.

## Токсикология
Диурон крайне опасен для водной экосистемы. Необходимость контролировать содержание диурона в окружающей среде и
ограничить его использование обусловлена свойствами этого вещества. Хотя диурон малорастворим в воде и слабоподвижен в почве, он может попадать в водоемы со стоком. Кроме того, диурон является достаточно стабильным веществом: период полураспада диурона в почве зависит от её типа и составляет от 20 до 230 дней. Это означает, что в течение нескольких лет этот гербицид может попасть с обработанной территории в воду. Диурон устойчив к гидролизу и водному фотолизу. Обнаруживается в морской воде и донных осадках, причем в них он не разрушается. Высокотоксичен для водорослей и умеренно токсичен для таких водных растений, как ряска. Для беспозвоночных, птиц, рыб и млекопитающих диурон умеренно токсичен, но уничтожение водорослей и водных растений означает, что многие животные лишатся кормовой базы, а в воде снизится содержание кислорода. Таким образом, диурон при попадании в воду опосредованно вредит водным и околоводным животным.
Одним из метаболитов диурона, который образуется при его разрушении в почве или водных системах, является 3,4-дихлоранилин: ядовитое вещество, обладающее генотоксическими свойствами. Он поражает почки, печень и мочевыделительную систему. По некоторым данным, 3,4-дихлоранилин способен накапливаться в живых организмах. Другой метаболит диурона — 3,4-дихлорфенол. Это вещество обладает репродуктивной токсичностью, раздражает слизистые оболочки и поражает почки, печень и иммунную систему.

## Легальный статус
В период 1970—1990 годах как в мире, так и в нашей стране довольно широко применяли гербициды из группы производных мочевин, такие как диурон, метоксурон, монолинурон, метобромурон, линурон, фторметурон, хлорбромурон и другие. Однако в ежегоднике Государственного каталога пестицидов и агрохимикатов, разрешенных к применению на территории РФ, эти гербициды уже не значатся с 1997 года. Тем не менее диурон часто используется для исследования потока энергии в процессе фотосинтеза. В Швейцарии и некоторых странах ЕС диурон разрешён к использованию в качестве действующего агента гербицидов, однако он не используется в Германии и Австрии. В Австралии диурон не рекомендуется использовать на легких почвах и почвах с низким содержанием органических веществ, как и на
затопляемых участках. Применять его можно только если приняты меры по недопущению стока воды, используемой для ирригации, с территории фермы. Кроме того, диурон разрешается использовать для защиты только определенных культур.